# Metin Kazak
Metin Husein Kazak (Bulgaars: Метин Хюсеин Казак) (Targovisjte, 29 juli 1972) is een Bulgaars politicus van Turkse komaf.

## Loopbaan
Kazak voltooide in 1997 zijn masteropleiding Internationaal en Europees Recht aan de Universiteit van Bourgondië in Dijon. Hij werkte in de jaren 2000-2001 als deskundige en in de jaren 2001-2005 als kabinetschef voor een Bulgaarse minister zonder portefeuille. In 2005 werd Kazak door de Nationale Vergadering benoemd tot vice-ombudsman, een functie die hij tot 2007 vervulde.
Na de extra verkiezingen voor het Europees Parlement, die in mei 2007 werden gehouden naar aanleiding van de toetreding van Bulgarije tot de Europese Unie, zetelde hij voor de Beweging voor Rechten en Vrijheden in het Europees Parlement. In de verkiezingen van 2009 werd hij opnieuw verkozen. In het Europees Parlement heeft hij deel uitgemaakt van de volgende commissies:
- Commissie burgerlijke vrijheden, justitie en binnenlandse zaken (2007-2009)
- Commissie buitenlandse zaken (2007-heden)
- Commissie internationale handel (2009-heden)